# Phoracantha ancoralis
Phoracantha ancoralis är en skalbaggsart som beskrevs av Wang 1995. Phoracantha ancoralis ingår i släktet Phoracantha och familjen långhorningar. Inga underarter finns listade i Catalogue of Life.